# Николай Волков (рестлер)
Йосип Хрвое Перузович (хорв. Josip Hrvoje Peruzović; 14 октября 1947, Сплит, СР Хорватия, Югославия — 29 июля 2018, Глен Арм, Мэриленд) — хорватско-американский рестлер, наиболее известный по выступлениям в World Wrestling Federation (WWF) под именем Николай Волков (англ. Nikolai Volkoff). Хотя Волкова часто изображали русским злодеем, на самом деле он был хорватом из Югославии.
В 1970-х годах он был известен как Бепо из команды «Монголы», одним из «Палачей в масках» и враждовал с Бруно Саммартино за титул чемпиона мира WWWF в тяжелом весе как Волков. В 1980-х годах он был известен своей командой с Железным Шейхом, с которым выиграл командное чемпионство WWF на первой WrestleMania.
В 1990 году он стал фейсом и стал сторонником Америки, недолго враждуя с бывшим партнёром Жуковым и недавно ставшим сторонником Ирака Сержантом Слотером. В 1994 году, после перерыва, он вернулся в качестве нищего и отчаявшегося персонажа, которого использовал Тед Дибиаси в качестве первого члена своей «Корпорации на миллион долларов». Он продолжал выступать в различных промоушенах вплоть до своей смерти в 2018 году.

## Ранние годы
Перузович вырос в Социалистической Республике Хорватии, которая в то время была частью Югославии. Его родители — Иван и Драгица (урождённая Томашевич). Его дед по материнской линии Анте Томашевич был чемпионом мира по греко-римской борьбе в начале XX века.
Перузович был в югославской команде по тяжелой атлетике до 1967 года, когда он эмигрировал в Канаду после турнира по тяжелой атлетике в Вене, Австрия. Он прошёл обучение в Калгари у Стю Харта, после чего приехал в США в 1970 году.

## Карьера в рестлинге

### Ранняя карьера (1967—1970)
В 1967 году в Калгари, Альберта, он познакомился с рестлером Ньютоном Таттри, который выступал в Stampede Wrestling Стю Харта. Во время своего турне 1963—1968 годов Таттри взял Перузовича под свое крыло в качестве протеже и обучил не говорящего по-английски югослава рестлингу. Когда в 1968 году Таттри уехал в США, Перузович уехал вместе с ним, работая в различных территориях в National Wrestling Alliance.

### World Wide Wrestling Federation (1970—1971)
Карьера рестлера у Иосипа началась в World Wide Wrestling Federation, где он выступал под псевдонимом Бепо Монгол (англ. Bepo Mongol). Вместе с Гето Монголом 15 июня 1970 года им удалось стать международными командными чемпионами WWWF. После проигрыша титула Люку Грэму и Тарзану Тайлеру, Перузович ушёл из WWWF.
В 1974 году он вернулся в компанию под псевдонимом Николай Волков и появился в памятном матче на Мэдисон Сквер Гарден, в котором боролся с одним из самых известных чемпионов этого вида спорта, Бруно Саммартино. Волков претендовал на титул чемпиона WWWF с первых лет своей карьеры, вследствие чего враждовал с Бруно Саммартино и Бобом Бэклундом. По сюжету, с 1976 по 1980 год, Николая представляли, как рестлера родом из Монголии.

### American Wrestling Association и Mid-South
С 1974 года Волков также работал в American Wrestling Association, где он выступал под прозвищем Борис Брезников (англ. Boris Breznikoff). В это время его менеджером был Бобби «Мозг» Хинан.
В начале 1980-х годов Волков работал на Билла Уоттса в федерации Mid-South Wrestling.

### Возвращение в WWF
В 1984 году Волков вернулся в WWF (в прошлом WWWF) и вступил в команду к Железному Шейху, управляемую менеджером Фредди Бласси. Именно после этого Николай начал петь государственный гимн Советского Союза перед каждым матчем, а Шейх объявлять: «Иран номер 1, Россия номер 1» (англ. Iran number 1, Russia number 1). Члены команды, по сюжету, отыгрывали роль злодеев. Сценаристы пошли на данный ход ради увеличения аудитории зрителей.
Волков и Железный Шейх стали командными чемпионами WWF, победив команду The U.S. Express. Однако, 31 марта 1985 года, на самой первой WrestleMania они проиграли той же группировке, таким образом потеряв свои титулы. Спустя три месяца Николай стал бороться за пояс чемпиона WWF в тяжёлом весе и неоднократно встречался на ринге с чемпионом Халком Хоганом, но никак не мог победить Мистера Америку.
Кроме того, с 1985 по 1986 год Волков враждовал с бывшим десантником капралом Киршнером. Их фьюд закончился после события WrestleMania 2, в котором матч Николая и Киршнера закончился нечестной победой последнего.
Осенью 1986 года Фредди Бласси ушёл на пенсию, а новым менеджером Волкова стал Slick. В 1987 году Николай и Шейх враждовали с Ножовкой Джимом Дагганом.
В конце 1987 года Волков объединился с Борисом Зуховым, другим «русским» (родом из США), чтобы сформировать команду «The Bolsheviks». У них был фьюд с командой «The Powers of Pain», завершившийся проигрышем русских на SummerSlam 1988 года. Большевики никогда не выигрывали пояса вместе и вообще не добились никаких успехов. Их самое известное выступление закончилось поражением всего за 19 секунд на WrestleMania VI. В итоге, в 1990 году, команда распалась. Началось новое соперничество: Волков против Зухова.
После того, как большевики разделились, Волков стал любимцем публики. Он изменил своё мнение и начал поддерживать Запад, что и привело к столкновениям с сержантом Слотером, который объединился с Железным Шейхом. На Survivor Series 1990 года группировка Волкова победила команду Слотера. После этого Николай редко появлялся на шоу. Он участвовал в Royal Rumble 1992 года, 29 января провёл матч против Геракла и 6 июля 1993 года был на шоу WWF Superstars.
1 февраля 1994 года Волков вернулся к постоянным выступлениям в WWF. Через два месяца его менеджером стал Тед Дибиаси. Волков оказался в затруднительном положении и был вынужден перестать использовать символику Советского Союза. К Николаю относились непочтительно. 13 мая 1995 года Волков избил Теда и больше практически не появлялся на шоу.

### Разовые появления
Волков выступил с кратким сообщением в эпизоде Shotgun Saturday Night, когда Тодд Петтенджилл обнаружил его спящим в коробке на улице Нью-Йорка. Николай также участвовал в событии WrestleMania X-Seven.
3 февраля 2005 года Волков стал одним из претендентов на вступление в Зал Славы WWE. 2 апреля 2005 года Джим Росс в Universal Amphitheatre в Лос-Анджелесе объявил Николая Волкова членом Зала Славы WWE.
В 2006 году Волков принимал участие в событии World Wrestling Legends. Он боролся матч против «Ножовки» Джима Даггана. Перед матчем Николай в очередной раз спел национальный гимн Советского Союза, взбесив этим зрителей.
13 августа 2007 года Волков впервые появился на телепередаче WWE в качестве эксперта. Он решил исполнить гимн Советского Союза и был оскорблён Уильямом Ригалом. Николая поддержали Железный Шейх, Мик Фоли и Мария.
10 марта 2008 года на Raw должен был состояться матч с участием Волкова, однако его отменили.
15 ноября 2010 года на Raw Николай и Железный Шейх вышли поддержать Сантино Мареллу и Владимира Козлова. Волков и Козлов спели национальный гимн России.
6 января 2014 года на Raw Николай был задействован в сегменте с Биг И Лэнгстоном.
В эпизоде RAW Fallout за 8 сентября 2014 Волков появился за кулисами с Русевым и Ланой, и они спели Гимн Советского Союза.
28 февраля 2015 года Николай участвовал в шоу Superstars для продвижения рестлинга в Нью-Джерси. Он работал с легендой ECW, Песочником.
21 марта 2015 года Волков появился на мероприятии SICW, где тренировал молодых рестлеров.

## Личная жизнь
Перузович был женат более 35 лет, являлся отцом двух дочерей. В своей автобиографии Фредди Бласси охарактеризовал Иосипа как хорошего семьянина. Перузович участвовал в программах полиции округа Балтимор, целью которых была помощь детям и работал сотрудником исполнительной власти этого округа.
Время от времени выступал на независимых шоу. 29 июля 2018 года Иосип скончался на своей ферме в Глен-Арм Мэриленд.

## В рестлинге
Коронные приёмы
- Bearhug[3][17]
- Boston crab[17][18]
- Lifting backbreaker[3][17]
- Russian Sickle[17]

Менеджеры Иосипа
- Slick
- Бобби Хинан
- Тед Дибиаси
- Лу Альбано
- Фредди Бласси
- Никита Брезников

## Титулы и награды
- Championship Wrestling from Florida
  - NWA Florida Tag Team Championship (1 раз) — с Иваном Коловым
- Georgia Championship Wrestling
  - NWA Georgia Heavyweight Championship (1 раз)
- Maryland Championship Wrestling
  - Зал Славы MCW (2009 год)[19]
- Mid-Atlantic Championship Wrestling
  - NWA Mid-Atlantic Tag Team Championship (1 раз) — с Крисом Марковым
- Mid-South Wrestling
  - Mid-South North American Championship (1 раз)
- NWA Detroit
  - NWA World Tag Team Championship (Detroit version) (1 раз) — с Брисом Волковым
- New England Pro Wrestling
  - Зал Славы NEPW (2013 год)[20]
- North American Wrestling
  - Чемпион NAW в тяжёлом весе (2 раза)[21]
- Northeast Championship Wrestling
  - Чемпион NCW в тяжёлом весе (1 раз)[21]
- Pro Wrestling Illustrated
  - PWI ставит его под № 136 в списке 500 лучших рестлеров 2003 года
  - PWI ставит его команду с Железным Шейхом под № 96 в списке 100 лучших команд 2003 года
- Universal Wrestling Association
  - Чемпион UWA в тяжёлом весе (1 раз)[21]
- World Wide Wrestling Alliance
  - Чемпион WWWA в тяжёлом весе (1 раз)[21]
- World Wide Wrestling Federation/World Wrestling Federation/World Wrestling Entertainment
  - WWF Tag Team Championship (1 раз) — с Железным Шейхом
  - WWWF International Tag Team Championship (3 раза) — с Гето Монголом (2) и Джонни Де Фацио (1)
  - Слэмми за Most Ignominious (1986)
  - Слэмми за Best Personal Hygiene (1987) с Борисом Жуковым и Сликом
  - Член Зала Славы WWE (с 2005 года)
- World Wrestling Association
  - WWA World Tag Team Championship (2 раза) — с Анджело Поффо (1) и Борисом Волковым (1)
  - Чемпион WWA в тяжёлом весе (1 раз)[21]